# Монтроуз (Њујорк)
Монтроуз (енгл. Montrose) насељено је место без административног статуса у америчкој савезној држави Њујорк.

## Демографија
По попису из 2010. године број становника је 2.731.
| Група             | 2000.    | 2010.         |
| Белци             | 0 (0,0%) | 2.226 (81,5%) |
| Афроамериканци    | 0 (0,0%) | 61 (2,2%)     |
| Азијати           | 0 (0,0%) | 81 (3,0%)     |
| Хиспаноамериканци | 0 (0,0%) | 325 (11,9%)   |
| Укупно            | 0        | 2.731         |